# Matema
O matema (do em grego:  μάθημα   "lição") é um conceito introduzido na obra do psicanalista francês do século XX Jacques Lacan . O termo matema "ocorreu pela primeira vez na palestra que Lacan proferiu em 4 de novembro de 1971 [. . . ] Entre 1972 e 1973 ele deu várias definições do conceito, passando do uso do singular para o uso do plural e vice-versa." 

## Características
David Macey escreve em sua introdução à tradução dos Quatro Conceitos Fundamentais da Psicanálise de Lacan que "Lacan via seu "matema" como algo que asseguraria a transmissão integral de seus ensinamentos... processo de comunicação".  São fórmulas, concebidas como representações simbólicas de suas ideias e análises. Eles pretendiam introduzir algum grau de rigor técnico na escrita filosófica e psicológica, substituindo as descrições verbais muitas vezes difíceis de entender por fórmulas semelhantes às usadas nas ciências exatas, e como uma maneira fácil de manter, lembrar e ensaiar algumas das as ideias centrais de Freud e Lacan. Por exemplo: "$<>a" é o matema para fantasia no sentido lacaniano, em que "$" se refere ao sujeito como dividido em consciente e inconsciente (portanto, o matema é um S barrado), " a " significa o objeto-causa do desejo, e "<>" representa a relação entre ambos.
Um conjunto mais complexo de matemas são as "fórmulas da sexuação" de Lacan, que ele delineou na sessão de 13 de março de 1973 de seu Seminário XX. Composto por dois pares de proposições escritas em uma única taquigrafia lógico-matemática inspirada em Gottlob Frege, um par foi apelidado de 'masculino' e o outro 'feminino'. Essas fórmulas Lacan construiu originalmente a partir da lógica aristotélica ao longo de um ano inteiro de estudo.  O "matema", para Lacan, não é simplesmente a imitação da ciência pela filosofia, mas o ideal de um meio perfeito para a transmissão integral do conhecimento. A linguagem natural, com seu constante "deslizamento metonímico", falha aqui onde a matemática é bem-sucedida. O filósofo contemporâneo Alain Badiou identifica "matema" com o procedimento científico.

## Crítica
Embora algumas vezes menosprezado como um caso de " inveja da física " ou acusado de introduzir falso rigor em uma disciplina que é mais teoria literária do que hard science, há também algo de senso de humor nas fórmulas de Lacan: de uma 'sigla que eu introduzi na forma de um algoritmo', o próprio Lacan declara que 'ele é criado para permitir cento e uma leituras diferentes, uma multiplicidade que é admissível enquanto o falado permanecer preso em sua álgebra'. 
Serge Leclaire, que é um dos mais respeitados e distintos de todos os analistas franceses, observou em 1975, por exemplo, que embora os matemas pudessem ter uma certa utilidade pedagógica, eles basicamente não passavam de "graffiti"'. 

## Link externos
Fontes matemáticas lacanianas fornecidas pelo Centro Australiano de Psicanálise
Fórmulas de Sexuação de Lacan por Jack W. Stone.